# Một phút mặc niệm

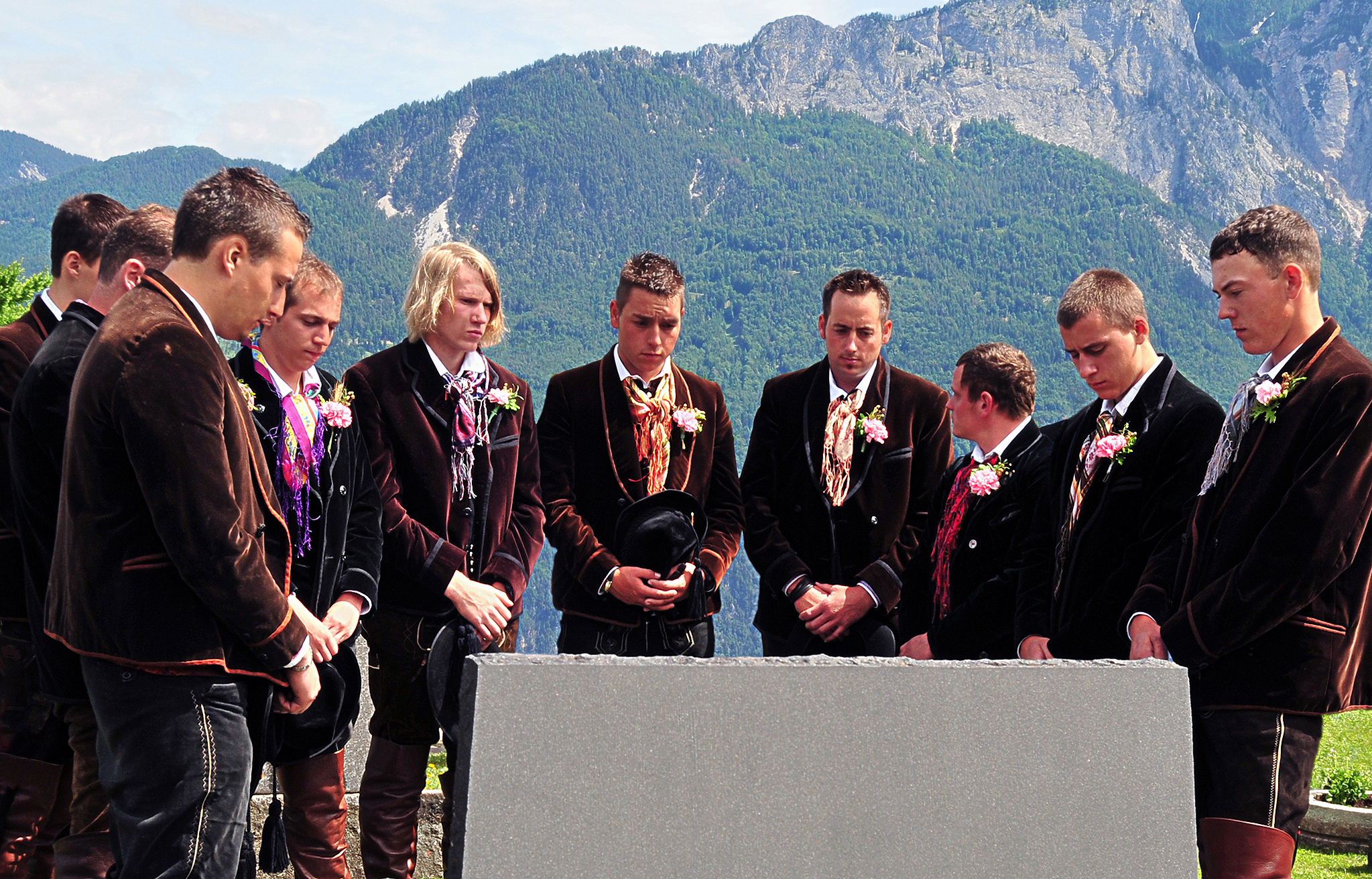
Một phút mặc niệm bởi những người mặc trang phục dân gian truyền thống của thung lũng Gail ở Áo.

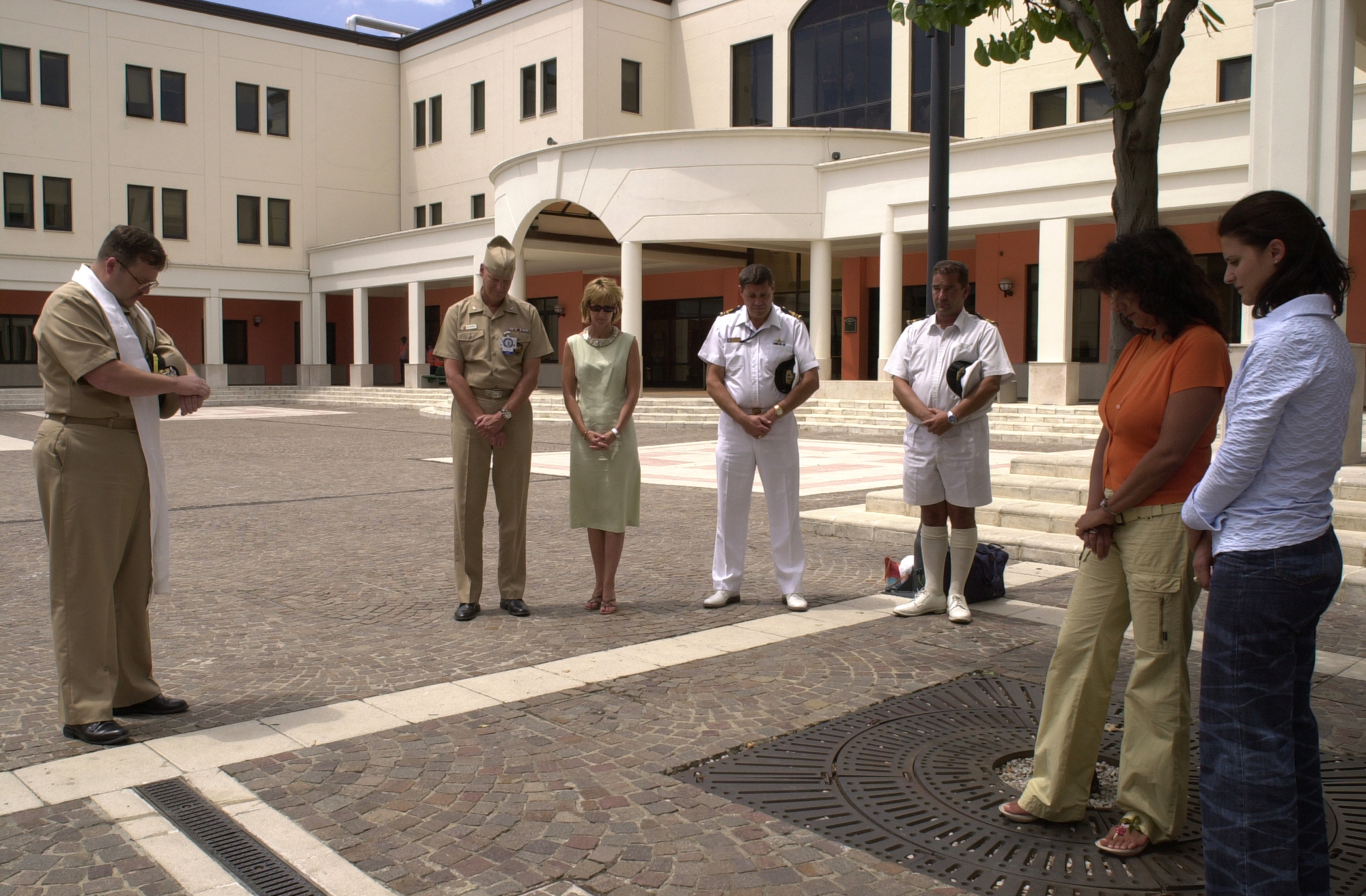
Naples, Ý (14 tháng 7 năm 2005) - Hải quân Chaplain Dave McBeth, bên trái, dẫn đầu một nhóm nhân sự không chính thức trên tàu Hoạt động hỗ trợ hải quân (NSA) Naples trong một khoảnh khắc im lặng kéo dài hai phút trên toàn châu Âu được tổ chức trên toàn Liên minh châu Âu liên quan đến các vụ đánh bom London 2005.

Một phút mặc niệm là một khoảng thời gian chiêm nghiệm im lặng, cầu nguyện, suy tư hoặc thiền định. Tương tự như treo cờ ở nửa cột buồm, một khoảnh khắc im lặng thường là một cử chỉ tôn trọng, đặc biệt là để tang cho những người đã chết gần đây hoặc là một phần của sự kiện lịch sử bi thảm. Đôi khi nó còn được gọi là im lặng một phút hoặc tưởng niệm một phút.
Cầu nguyện thầm lặng, bao gồm cả những khoảnh khắc im lặng được thực hành trong các hoạt động nhóm khác, đã được những người Quakers thực hành trong hơn 300 năm. Vì sự im lặng không có tuyên bố hoặc giả định liên quan đến niềm tin và không cần hiểu ngôn ngữ để giải thích, nên nó dễ dàng được chấp nhận và sử dụng hơn là một lời cầu nguyện hoặc quan sát bằng lời nói khi những người thuộc các tôn giáo và văn hóa khác nhau tham gia cùng nhau. Trong thời kỳ thuộc địa Pennsylvania Quakers và người Mỹ thờ phượng âm thầm với nhau trong các dịp, nhưng cả hai nhóm đều nghĩ rằng điều này ngụ ý rằng họ đã thay đổi hệ thống niềm tin truyền thống của họ khi làm như vậy. Theo thời gian, hiệu quả của sự im lặng theo kiểu Quaker đối với các quan sát công cộng không giáo phái và không gây tranh cãi đã dẫn đến việc sử dụng nó gần như phổ biến trong thế giới nói tiếng Anh cũng như các xã hội đa nguyên khác. Đây cũng là trường hợp trong nhiều tổ chức nơi các nhóm đa dạng dự kiến sẽ tham gia nhưng không nhất thiết phải chia sẻ niềm tin như trong chính phủ, trường học, doanh nghiệp và quân đội.